# Строката майна
Строката майна (Streptocitta) — рід горобцеподібних птахів родини шпакових (Sturnidae). Представники цього роду є ендеміками Індонезії.

## Види
Виділяють два види:
- Майна сулайська (Streptocitta albertinae)
- Майна целебеська (Streptocitta albicollis)

## Етимологія
Наукова назва роду Streptocitta походить від сполучення слів дав.-гр. στρεπτος — комір, ланцюжок і κιττα — сорока.